# سوني برادلي
سوني برادلي (بالإنجليزية: Sonny Bradley)‏ (13 سبتمبر 1991 بكينغستون أبون هال في المملكة المتحدة - ) هو لاعب كرة قدم بريطاني في مركز الدفاع. لعب مع نادي بورتسموث ونادي كرولي تاون وهال سيتي وIK Frej ‏ ونادي هاروجيت تاون ونادي ألدرشوت تاون.

## وصلات خارجية
- سوني برادلي على موقع قاعدة بيانات كرة القدم.إي يو (الإنجليزية)
- سوني برادلي على موقع Soccerbase.com (لاعب) (الإنجليزية)
- سوني برادلي على موقع Soccerway.com (الإنجليزية)
- سوني برادلي على موقع عالم كرة القدم.نت (الإنجليزية)